# 科布齊
50°12′59″N 30°18′7″E / 50.21639°N 30.30194°E
科布齊（烏克蘭語：Кобці）是位於烏克蘭北部的村莊，由基辅州法斯蒂夫區的赫萊瓦哈市鎮負責管轄。該村始建於1701年，面積0.46平方公里，海拔高度188米，2001年人口125，人口密度每平方公里220.3人。